# Kanał Czachurski
Kanał Czachurski – w całości uregulowany ciek w gminie Pobiedziska, prawy dopływ Cybiny.

## Przebieg
Źródła zlokalizowane są we wsi Czachurki. Potem kanał kieruje się na zachód, prawie od razu wpływając na teren Parku Krajobrazowego Promno (na krótkim odcinku stanowi jego granicę). Od północy mija Zbierkowo, przepływa przez jezioro Grzybionek, od północy opływa Kapalicę i dociera do jeziora Wójtostwo. Wypływa z niego na północnym brzegu i zataczając szeroki łuk (m.in. poprzez Kaczynę) opuszcza park krajobrazowy wpływając poprzez malowniczy jar do stawów rybnych (Promno II), które stanowią jednocześnie jego ujście do Cybiny (już poza parkiem krajobrazowym).

## Charakterystyka
Obok Kanału Szkutelniak stanowi jeden z dwóch głównych elementów sieci hydrograficznej Parku Krajobrazowego Promno. Ciek posiada znaczny spadek podłużny i usytuowanie w wyraźnie wciętych rynnach. Do 1890 w Promnie funkcjonował na kanale młyn wodny. Obecnie na kanale funkcjonują trzy urządzenia piętrzące. Dolina, zajęta głównie przez użytki zielone, wyraźnie odznacza się w terenie i jest porośnięta licznymi drzewami oraz krzewami.